# Jakub Grombíř
Jakub Grombíř (* 16. dubna 1974 Kyjov) je český básník, publicista, redaktor, překladatel a písňový textař.

## Život
Vystudoval filmovou vědu na Univerzitě Palackého v Olomouci. Působil v redakci Literárních novin, redaktor Kulturních novin, přispívá do literárních časopisů Tvar, Aluze, Dobrá adresa, Host, Texty a dalších. Texty je zastoupen v antologiích Cestou (Brno 2003), Po něpročnomu vozduchu (Moskva 2004), Kdybych vstoupil do Kauflandu (Brno 2009). Spoluautor knih Kinofikace Moravy (Olomouc 2005) a Průvodce sklepními uličkami jižní Moravy.

## Dílo (česky)
- Kráska a network, Jaroslav Kovanda (Psí víno), Zlín 2006, ISBN 80-254-3310-2
- Průvodce sklepními uličkami jižní Moravy, Brno : Nadace Partnerství, 2007, ISBN 978-80-239-9422-3